# Корженова, Мартина
Мартина Корженова (чеш. Martina Kořenová; ур. Голоубкова (чеш. Holoubková), род. 26 апреля 1975) — чешская шахматистка, международный мастер среди женщин (1993).

## Биография
В первой половине 1990-х годов Мартина Корженова была одной из ведущих чешских шахматисток. В 1992 году она завоевала серебряную медаль в чемпионате Чехословакии по шахматам среди женщин. В 1993 году в Тишнове Мартина Корженова завоевала серебряную медаль в чемпионате Чехии по шахматам среди женщин. В 1993 году она участвовала в межзональном турнире по шахматам среди женщин в Джакарте, где заняла 38-е место.
Представляла сборные Чехословакии и Чехии на крупнейших командных шахматных турнирах:
- в шахматной олимпиаде участвовала в 1994 году;
- в командном чемпионате Европы по шахматам среди женщин участвовала в 1992 году.

В 1993 году она была удостоена ФИДЕ звания международного мастера среди женщин (WIM).

## Изменения рейтинга
| Графики недоступны из-за технических проблем. См. информацию на Фабрикаторе и на mediawiki.org. |